# ایمیانوو
ایمیانوو (به لاتین: Imyanovo) یک منطقهٔ مسکونی در روسیه است که در باشقیرستان واقع شده‌است.